# Grabnik (Zełwągi)
Grabnik – część wsi Zełwągi w Polsce, położona w województwie warmińsko-mazurskim, w powiecie mrągowskim, w gminie Mikołajki.
W latach 1975–1998 Grabnik administracyjnie należał do województwa suwalskiego.